# Tassadia rhombifolia
Tassadia rhombifolia är en oleanderväxtart som beskrevs av Henry Hurd Rusby. Tassadia rhombifolia ingår i släktet Tassadia och familjen oleanderväxter. Inga underarter finns listade i Catalogue of Life.